# Коронування Богоматері (Монако)
«Коронування Богоматері» (італ. Incoronazione della Vergine) — поліптих італійського живописця Лоренцо Монако. Створена у 1414 роках. Зберігається у колекції Галереї Уффіці у Флоренції.
Первісно картина знаходилась у церкві Санта-Марія-дельї-Анджелі флорентійського монастиря, що належав монахам-камальдулам.
На картині зображено епізод Коронування Богоматері її сином Ісусом Христом. Небесне склепіння зображує хмари і смуги зірок різних відтінків дорогоцінного блакитного кольору. Лоренцо Монако також був мініатюристом, і його майстерність особливо помітна в цій пределлі. Оскільки цей твір двічі піддавався надто сильній очистці, то на деяких обличчях персонажів проступила зелень ґрунтовки, яку художники наносили під тілесні відтінки. 